# دييغو فييار
دييغو فييار (بالإسبانية: Diego Villar)‏ (25 أبريل 1982 بمار دل بلاتا في الأرجنتين - ) هو لاعب كرة قدم أرجنتيني في مركز الوسط. لعب مع أرسنال ساراندي وجيمناسيا لابلاتا وديفنسا خوستيكا وسانتياغو واندررز وغودوي كروز ونادي راسينغ ونيولز أولد بويز ويونيون دي سانتا في.

## روابط خارجية
- دييغو فييار على موقع Soccerway.com (الإنجليزية)